# مهدی امامی
مهدی امامی (زادهٔ ۱۵ اردیبهشت ۱۳۶۱ در تهران) خواننده و مدرس صداسازی و آواز موسیقی اصیل و سنتی ایران است. داشتن بیان و لحن شخصی و پرهیز از تکرار سبک خوانندگان دیگر، و همچنین داشتن تسلط بر ریتم و کنترل آواز و تحریر، از ویژگی‌های آوازخوانی امامی به حساب می‌آیند. صدای پرطنین، باصلابت و قلندرانهٔ امامی، او را از هم‌نسلانش متمایز می‌سازد.

## زندگی‌نامه
امامی مقدمات آواز، تمبک و دف را نزد پدرش استاد احمد امامی آموخت. از سال ۱۳۷۶ به صورت جدی به فراگیری ردیف آوازی موسیقی ایران پرداخت. از سال ۱۳۸۵ تا ۱۳۹۰ در کلاس‌های تحلیل ردیف و آواز محمدرضا لطفی شرکت کرد. او در سال ۱۳۸۶ در کارگاه استاد محمدرضا شجریان شرکت و به جمع برگزیدگان مرحلهٔ سوم کارگاه راه یافت.

## فعالیت‌ها
مهدی امامی، با تمرکز بر روی موسیقی کلاسیک ایران سعی دارد تا هم در قالب کنسرت‌ها و هم در آثار صوتی‌اش، خط مشی ایده‌مند، با نگاهی دقیق و جستجوگر به موسیقی ایران علی‌الخصوص موسیقی دستگاهی و موسیقی پیش از دوره قاجار را دنبال کند. او در همکاری با گروه «همنوازان فاخته» و در آلبومی به نام «نغمه‌های مرکب»، آثاری را به سبک دورهٔ تیموری و مکتب منتظمیه اجرا کرده است. امامی، یکی از خوانندگان گروه «هم‌آوایان» به سرپرستی حسین علیزاده است.
امامی، خوانندگی نقش «پرده‌خوان» در اپرای عروسکی مولوی و «شاه شجاع» در اپرای حافظ به کارگردانی بهروز غریب‌پور را بر عهده داشته است. وی همچنین از خوانندگان اپرای عاشورا به آهنگسازی بهزاد عبدی بوده است.

## آلبوم‌ها
| سال  | نام                                           | ناشر                    | سایر توضیحات                             |
| ---- | --------------------------------------------- | ----------------------- | ---------------------------------------- |
| ۱۳۹۲ | چهارسو                                        | ماهور                   | آهنگساز: امیر شریفی                      |
| ۱۳۹۲ | برافشان                                       | ماهور                   | آهنگساز: امیر شریفی                      |
| ۱۳۹۴ | بزم دور                                       | ماهور                   | آهنگساز: سعید کردمافی، علی کاظمی         |
| ۱۳۹۶ | تصنیف‌های عارف قزوینی                          | ماهور                   |                                          |
| ۱۳۹۶ | حُزّان                                          | ماهور                   | آهنگساز امیر شریفی                       |
| ۱۳۹۶ | من همان نای‌ام                                 | ماهور                   | آهنگساز: سیامک جهانگیری                  |
| ۱۳۹۶ | کنسرت نغمه‌های مرکب                            | ماهور                   | آهنگساز: سعید نایب‌محمدی                  |
| ۱۳۹۷ | نوروز صبا                                     | ماهور                   | گروه همنوازان خاموش                      |
| ۱۳۹۹ | کنسرت زمستان                                  |                         | آهنگساز: علی کاظمی                       |
| ۱۳۹۹ | اپرای مولوی (Rumi Opera)                      | Naxos                   | آهنگساز: بهزاد عبدی                      |
| ۱۴۰۰ | تاش                                           | ماهور                   | آهنگساز: سیاوش ایمانی                    |
| ۱۴۰۰ | شرح این هجران                                 | ماهور                   | آهنگساز: امیر شریفی                      |
| ۱۴۰۲ | آفتاب روشن                                    | ماهور                   | آهنگساز: آریا محافظ                      |
| ۱۴۰۲ | اپرای حافظ (Hafez Opera)                      | Naxos                   | آهنگساز: بهزاد عبدی                      |
| ۱۴۰۳ | آوای دلتنگی                                   | Nava Arts UK            | آهنگساز: مجید درخشانی                    |
| ۱۴۰۳ | دستگاه‌های موسیقی ایرانی به روایت حسین علیزاده | خانهٔ کار و دیدار کارمان | اجرای مایه‌های ابوعطا، سه‌گاه و راست‌پنجگاه |

## کنسرت‌ها
- ۱۳۹۰ - کنسرت با گروه نقش[۲۸]
- ۱۳۹۳ - کنسرت گروه اورنگ[۲۹]
- ۱۳۹۳ - کنسرت نغمه‌های مرکب[۳۰]
- ۱۳۹۶ - کنسرت «پنجره‌ای به سوی میراث موسیقایی حوزه مقام» در دانشگاه «سواس» لندن به آهنگسازی سعید کردمافی[۳۱]
- ۱۳۹۸ - کنسرت ارکستر ملی ایران به رهبری روبن آساتریان[۳۲]
- ۱۳۹۸ - کنسرت زمستان با آهنگسازی علی کاظمی[۱۱]
- ۱۳۹۹ - کنسرت آنلاین موسیقی دستگاهی با گروه نقش[۳۳]
- ۱۴۰۳ - نسیم طرب[۳۴]
- ۱۴۰۳ - تور اروپایی کنسرت موسیقی کلاسیک ایرانی با گروه موسیقی «هم‌آوایان» به سرپرستی حسین علیزاده[۱۶]

## افتخارات و جوایز
- دیپلم افتخار بهترین خوانندگی موسیقی دستگاهی در سی و ششمین جشنوارهٔ موسیقی فجر برای آلبوم «من همان نای‌ام»[۳۵]
- دیپلم افتخار بهترین خوانندگی موسیقی دستگاهی در سی و هفتمین جشنوارهٔ موسیقی فجر برای آلبوم «شرح این هجران»[۳۶]